# 2 ngày 1 đêm (chương trình truyền hình Việt Nam)
2 ngày 1 đêm (viết tắt: 2N1Đ) là chương trình truyền hình trải nghiệm thực tế do Đài Truyền hình Thành phố Hồ Chí Minh và công ty Đông Tây Promotion phối hợp thực hiện, được phát sóng trên kênh HTV7 từ ngày 19 tháng 6 năm 2022. Đây là phiên bản Việt Nam của chương trình cùng tên được sản xuất bởi Đài truyền hình KBS, Hàn Quốc và là phiên bản quốc tế thứ hai trên thế giới của chương trình này sau phiên bản Trung Quốc. Các thành viên hiện tại là Trường Giang, Kiều Minh Tuấn, Ngô Kiến Huy, Lê Dương Bảo Lâm, Cris Phan và HIEUTHUHAI.
Khẩu hiệu của chương trình là "Tự do tự lo", từ đó mang đến cho người chơi nhiều trải nghiệm khác biệt.

## Định dạng
2 ngày 1 đêm phiên bản Việt Nam hầu như giữ nguyên định dạng của phiên bản gốc. Các thành viên tham gia chương trình sẽ thực hiện một chuyến đi du lịch kéo dài trong 2 ngày và 1 đêm (Một số chuyến đi kéo dài nhiều thời gian hơn) qua các địa điểm ở khắp Việt Nam. Trong suốt chuyến đi, các thành viên sẽ thực hiện các nhiệm vụ và trò chơi để có những quyền lợi cho mình (chia đội thực hiện nhiệm vụ tranh suất được thưởng thức những món ăn ngon của địa phương vào buổi trưa và buổi tối; được ngủ tại nơi được trang bị tiện nghi qua đêm) và để tránh bị phạt (nhịn ăn hoặc phải ngủ tối ngoài trời). Khách mời cũng có thể xuất hiện trong các cuộc hành trình ở bất kỳ thời điểm nào và có thể đảm nhiệm bất kỳ vai trò nào trong chuyến đi của họ.

## Sản xuất

### Lịch sử
Ngày 1 tháng 4 năm 2022, fanpage chính thức của Đông Tây Promotion đã úp mở về một chương trình mới sắp lên sóng trong năm 2022. Tuy thông tin trên được đăng tải vào đúng ngày Cá tháng Tư khiến cho một số khán giả nghi ngờ đây có thể là một cú lừa, nhưng chương trình khẳng định đây là một thông báo không phải là để "thả cá", cộng với poster và logo đã được chuẩn bị cẩn thận nên đây là một thông báo uy tín. Đồng thời, chương trình còn "nhá hàng" dàn cast với 6 chiếc bóng của những nghệ sĩ nam rất được yêu thích, làm khán giả không khỏi tò mò, thi nhau đoán xem đó là ai. 6 thành viên đã được chương trình lần lượt công bố sau đó, bao gồm Kiều Minh Tuấn, Cris Phan, Ngô Kiến Huy, Lê Dương Bảo Lâm, HIEUTHUHAI và Trường Giang.
Buổi cắm trại của các thành viên 2 ngày 1 đêm cùng nhà sản xuất, ê-kíp thực hiện và các đơn vị báo chí truyền thông đã được tổ chức vào chiều ngày 16 tháng 6. Trong buổi camping này, các thành viên đã có những tiết lộ vô cùng bất ngờ và ấn tượng sau vài chuyến ghi hình 2 ngày 1 đêm. Kiều Minh Tuấn cho biết, anh khá tận hưởng và thích thú với những chuyến hành trình dù có kham khổ, vất vả, mất hình tượng... Đây cũng chính là lý do mà anh nhận lời tham gia chương trình dù có rất nhiều tin đồn rằng nam diễn viên từ chối tất cả mọi lời mời show thực tế. Trả lời cho câu hỏi liệu chương trình có mùa tiếp theo hay không, nhà sản xuất chia sẻ: "Điều đó còn tùy thuộc vào sự đón nhận và yêu thích của khán giả. Có thể chúng tôi sẽ làm tiếp, không cần chờ tới năm sau. Phiên bản Hàn Quốc đã có hơn 600 tập trải nghiệm rất nhiều danh lam thắng cảnh, Việt Nam chúng ta đẹp không thua kém nước bạn, bởi vậy không có gì là không thể. Mong rằng khán giả sẽ ủng hộ 2 ngày 1 đêm".
Mùa 2 của chương trình khởi động ghi hình vào đầu tháng 8 và toàn bộ các thành viên của mùa đầu tiên được xác nhận là giữ nguyên. Ở mùa này, ngoài khẩu hiệu "Tự do tự lo", chương trình còn có thêm tiêu chí "nhân đôi bất ngờ", "nhân đôi niềm vui" và "nhân đôi đau khổ".
Ngay trong đêm ngày 1 tháng 4 năm 2024, nhà sản xuất đăng poster thông báo mùa 3 của chương trình sẽ lên sóng ngay trong mùa hè năm 2024. Trong buổi gặp mặt đầu tiên trước khi ghi hình chính thức, các thành viên đã chia sẻ những suy nghĩ của mình đối với nhà sản xuất. Mùa 3 được ghi hình từ ngày 25 tháng 4 và tập đầu tiên được phát sóng vào ngày 16 tháng 6 năm 2024. Theo nhà sản xuất, mùa này có chủ đề là Không giới hạn, do đó những thử thách đặt ra sẽ giúp các thành viên bứt phá, vượt qua những giới hạn của bản thân. Nhà sản xuất cho biết thêm tinh thần giải trí của chương trình sẽ được giữ vững thông qua sự kết nối của các nghệ sĩ tham gia.

### Ghi hình
Với mục tiêu quảng bá du lịch, văn hóa Việt Nam, 2 ngày 1 đêm được ghi hình tại hàng loạt các địa điểm, di tích lịch sử, danh lam thắng cảnh trải dài khắp đất nước. Hệ thống trò chơi, thử thách cũng được thiết kế để phát huy tính bản địa, gắn liền với câu chuyện, văn hóa của từng nơi chốn mà 6 thành viên đi qua. Hơn 30 camera được ê-kíp sản xuất đầu tư để ghi hình 24/24, bao gồm mọi sinh hoạt của các thành viên. Phía Hàn Quốc chỉ đóng vai trò cố vấn chứ không trực tiếp tham gia vào quá trình sản xuất như ở Running Man.
Với đội ngũ ê-kíp hơn 150 người, chương trình chú trọng đề cao tính chân thật, gần gũi khi các thành viên không được biết về nội dung buổi quay hình cũng như không có sẵn "kịch bản thoại". Thậm chí, chính ê-kíp cũng không hề có 100% kịch bản của mỗi chặng quay. Thông qua cách chơi game cũng như cách xử lý tình huống, các thành viên sẽ biến chuyển và đưa câu chuyện đi theo một hướng khác. Điều này chính là sự thú vị của truyền hình thực tế cho khán giả và cả những người thực hiện. Bên cạnh những địa điểm quen thuộc, chương trình cũng tìm ra những địa điểm mới lạ, chưa được khai thác du lịch để giới thiệu và quảng bá, nhằm giúp cải thiện đời sống cho bà con nơi đây. Không những vậy, khi đến những ngôi làng còn hoang sơ và khó khăn trên miền cao, các nghệ sĩ còn có những nghĩa cử cao đẹp, trao gửi yêu thương đến bà con và các em nhỏ. HIEUTHUHAI từng chia sẻ: "Khi tham gia chương trình, tôi không chỉ được đi đến những địa điểm đẹp, mà còn được đi với những người mình yêu quý. Càng vui hơn nữa khi tất cả những nơi mà chương trình đưa đến đều thú vị. Như Hà Giang, một nơi cực kỳ đẹp, nếu không có chương trình "2 ngày 1 đêm" thì tôi cũng không bao giờ có cơ hội đặt chân đến đây. Đồng thời, khán giả ở nhà đôi khi cũng không được biết đến những địa điểm như thế này. Người ta có thể biết đến Tây Bắc, Hà Giang, Lũng Cú nhưng còn những ngôi làng nhỏ, hay những điểm đến mới lạ khác thì ít phổ biến hơn. Phải công nhận là chương trình tìm được những địa danh rất hay ho và thú vị". Chia sẻ về lý do lựa chọn những tỉnh thành này, nhà sản xuất cho biết, nguyên lý xây dựng nội dung của chương trình là mỗi mùa đều phải có các tỉnh ở 3 miền Bắc - Trung - Nam được lên sóng.

### Bài hát chủ đề
Bài hát chủ đề của chương trình là bài "2 ngày 1 đêm" do nhóm nhạc Da LAB sáng tác và thể hiện. Ca khúc mang giai điệu sôi động, bắt tai và đậm tinh thần anh em như chính các thành viên trong nhóm nhạc. Theo chia sẻ của nhóm Da LAB, demo này được sáng tác từ năm 2018, và khi nhận được lời mời sáng tác bài hát từ chương trình, họ nhận ra đây chính là demo phù hợp nhất và tập trung hoàn thiện bài hát. Họ cho biết: "Thời điểm sáng tác demo 2018 là lúc tất cả anh em đang băn khoăn có nên đi theo con đường làm ca sĩ chuyên nghiệp hay không. Lúc đấy cả nhóm rất đồng lòng và nhiều cảm xúc nên muốn sáng tác một bài hát ca ngợi tình cảm anh em. [...] Da LAB nghĩ rằng giai điệu 'Dù là ngày buồn hay vui, ngày nắng nôi hay mưa giông có sao đâu anh em mình còn có nhau...' cũng chính là tinh thần của chương trình '2 ngày 1 đêm'". Nói về chương trình, họ tâm sự: "Tất cả các thành viên Da LAB thường xuyên xem các gameshow Hàn Quốc và "2 ngày 1 đêm" là một trong những chương trình yêu thích của nhóm. Đến khi có phiên bản Việt và được NSX gửi lời mời hợp tác viết nhạc, Da LAB coi như đây là một sự tình cờ - một cái duyên đáng yêu, giấc mơ của nhóm và bản demo năm 2018 đã trở thành hiện thực".

### Nhà tài trợ
Theo thống kê, có ít nhất 10 nhãn hàng thường xuyên xuất hiện trong các tập 2 ngày 1 đêm. Các nhà tài trợ của chương trình gồm:
- Lifebuoy
- OMO
- Pond's
- Wall's
- Samsung
- Kinh Đô
- Cholimex
- Lipton
- Bia Sài Gòn
- Hảo Hảo
- Wake-up 247
- Omachi
- Chin-su
- X-men
- Joins
- Veyo
- Nam Ngư
- Ford
- Enterogermina
- Castrol
- Celano
- Clear Men

## Phát sóng
2 ngày 1 đêm lên sóng tập đầu tiên vào ngày 19 tháng 6 năm 2022. Chương trình được phát sóng lúc 20:30 chủ nhật hàng tuần trên kênh HTV7 và ứng dụng VieON. Các tập phát sóng của chương trình được công chiếu trên kênh YouTube chính thức của nhà sản xuất Đông Tây Promotion và kênh YouTube chính thức của 2 ngày 1 đêm lúc 21:15 cùng ngày.
Vào ngày 20 tháng 7 năm 2024, tập 56 của chương trình (dự kiến phát sóng ngày 21 tháng 7) được thông báo dời lịch lại sang thời điểm mới để dành thời lượng cho các chương trình phát sóng trước và trong thời gian diễn ra Quốc tang Tổng bí thư Nguyễn Phú Trọng.

## Thành viên
Đầu tháng 5 năm 2022, chương trình bắt đầu hé lộ những thông tin về thành viên chính của chương trình. Đây là một trong những chương trình truyền hình thực tế tại Việt Nam có tất cả các thành viên đều là nam. Đại diện ê-kíp cho biết, khi xây dựng nội dung cho chương trình, ê-kíp có dự kiến một số tính cách của những nhân vật mà họ mong muốn sẽ có trong chương trình và đã casting khá nhiều nghệ sĩ cho chương trình. "Đây là chương trình truyền hình thực tế, việc tạo dựng 1 vai diễn khác đời thực của nghệ sĩ là điều không thể. Bên cạnh việc phỏng vấn để tìm ra màu sắc riêng biệt, tính cách thật sự của nghệ sĩ, chúng tôi phải lọc ra những cái tên đạt các yếu tố khác như sức khoẻ, sức bền. Sau đó chúng tôi đã chọn ra được sáu cái tên này, họ có màu sắc, độ nổi tiếng, tính cách khác nhau, dung hoà được yếu tố: Biết tuốt và Vụng về, để chương trình sẽ có nhiều điều thú vị. Khi ghi hình, dàn cast cũng bộc lộ thêm về bản thân, tuy khác nhau nhưng họ lại có thể hoà hợp tạo nên một tổng thể rất ổn cho chương trình", đại diện ê-kíp cho biết thêm.

### Thành viên chính
Sau đây là các thành viên chính của chương trình.
| STT | Thành viên       | Tên thật           | Ngày sinh  | Nghề nghiệp                 |
| --- | ---------------- | ------------------ | ---------- | --------------------------- |
| 1   | Trường Giang     | Võ Vũ Trường Giang | 20/04/1983 | Diễn viên, MC, Nhà sản xuất |
| 2   | Kiều Minh Tuấn   | Kiều Minh Tuấn     | 26/02/1988 | Diễn viên                   |
| 3   | Ngô Kiến Huy     | Lê Thành Dương     | 29/06/1988 | Ca sĩ, Diễn viên, MC        |
| 4   | Lê Dương Bảo Lâm | Lê Dương Bảo Lâm   | 11/07/1989 | Diễn viên hài, MC           |
| 5   | Cris Phan        | Phan Lê Vy Thanh   | 01/06/1993 | Streamer, Diễn viên         |
| 6   | HIEUTHUHAI       | Trần Minh Hiếu     | 28/09/1999 | Rapper                      |

### Khách mời
| Số tập | Thành viên                     | Các tập      |
| ------ | ------------------------------ | ------------ |
| 5      | Minh Tú                        | 25-26, 39-41 |
| 5      | Song Luân                      | 7-9, 44-45   |
| 5      | Hữu Đằng                       | 36-38, 58-59 |
| 5      | Võ Tấn Phát                    | 46-47, 63-65 |
| 5      | Nguyễn Trần Khánh Vân          | 25-26,66-68  |
| 5      | Thùy Tiên                      | 10-11, 76-78 |
| 4      | Nhã Phương                     | 12-14, 50    |
| 4      | Phương Anh Đào                 | 3-4, 58-59   |
| 4      | Isaac                          | 27-29, 60    |
| 4      | Negav                          | 50, 60-62    |
| 3      | Liên Bỉnh Phát                 | 7-9          |
| 3      | Thúy Ngân                      | 12-14        |
| 3      | Mạc Văn Khoa                   | 15-16, 50    |
| 3      | Mai Phương Thúy                | 17-19        |
| 3      | Võ Hoàng Yến                   | 17-19        |
| 3      | Brandon Hurley/Phúc Mập        | 21-23        |
| 3      | Choi Jongrak                   | 21-23        |
| 3      | Will Courageux                 | 21-23        |
| 3      | Trương Thế Vinh                | 27-29        |
| 3      | BigDaddy                       | 36-38        |
| 3      | B Ray                          | 36-38        |
| 3      | Lâm Vỹ Dạ                      | 39-41        |
| 3      | Nam Thư                        | 39-41        |
| 3      | Ngọc Phước                     | 39-41        |
| 3      | Puka                           | 39-41        |
| 3      | Kha Ly                         | 39-41        |
| 3      | Quang Trung                    | 53-55        |
| 3      | Tăng Duy Tân                   | 53-55        |
| 3      | Tiến Luật                      | 53-55        |
| 3      | Kiều Oanh                      | 55-57        |
| 3      | Khả Như                        | 55-57        |
| 3      | Quế Ngọc Hải                   | 63-65        |
| 3      | Nguyễn Tiến Linh               | 63-65        |
| 3      | Tam Triều Dâng                 | 66-68        |
| 3      | Quang Hùng MasterD             | 50, 69-70    |
| 3      | Hòa Minzy                      | 73-75        |
| 3      | Đức Phúc                       | 73-75        |
| 3      | Pháo                           | 76-78        |
| 2      | LyLy                           | 3-4          |
| 2      | Jun Vũ                         | 3-4          |
| 2      | Jun Phạm                       | 10-11        |
| 2      | Đỗ Duy Nam                     | 15-16        |
| 2      | Đức Thịnh                      | 34-35        |
| 2      | Huy Khánh                      | 34-35        |
| 2      | Phương Ly                      | 42-43        |
| 2      | Anh Tú                         | 44-45        |
| 2      | Huỳnh Lập                      | 46-47        |
| 2      | Bích Phương                    | 61-62        |
| 2      | JSOL                           | 69-70        |
| 2      | Hà Nhi                         | 71-72        |
| 2      | Bảo Anh                        | 71-72        |
| 1      | Tiểu Vy                        | 2            |
| 1      | H'Hen Niê                      | 6            |
| 1      | Da LAB                         | 16           |
| 1      | Mỹ Tâm                         | 33           |
| 1      | Manbo                          | 50           |
| 1      | HURRYKNG                       | 50           |
| 1      | Mai Quỳnh Anh                  | 50           |
| 1      | Tạ Thị Quỳnh Anh (Quỳnh Quỳnh) | 50           |
| 1      | Dương Thị Bích Phượng          | 50           |
| 1      | Ku Phin                        | 50           |
| 1      | Kiều Thị Thu Thủy              | 50           |
| 1      | Nguyễn Thị Ánh                 | 50           |
| 1      | Trọng Phúc                     | 58           |
| 1      | Ngọc Đợi                       | 58           |
| 1      | Pháp Kiều                      | 60           |
| 1      | Tạ Minh Tâm                    | 64           |

## Tổng quan các mùa
| Mùa | Mùa      | Tập | Phát sóng gốc        | Phát sóng gốc        |
| Mùa | Mùa      | Tập | Phát sóng lần đầu    | Phát sóng lần cuối   |
| --- | -------- | --- | -------------------- | -------------------- |
|     | 1        | 20  | 19 tháng 6 năm 2022  | 30 tháng 10 năm 2022 |
|     | Lễ hội 1 | 11  | 18 tháng 12 năm 2022 | 26 tháng 2 năm 2023  |
|     | 2        | 19  | 1 tháng 10 năm 2023  | 4 tháng 2 năm 2024   |
|     | 3        | 18  | 16 tháng 6 năm 2024  | 20 tháng 10 năm 2024 |
|     | Lễ hội 2 | 12  | 27 tháng 10 năm 2024 | 12 tháng 1 năm 2025  |
|     | 4        |     | Tháng 9 năm 2025     | 2025                 |

Bấm vào số thứ tự của từng mùa để xem thông tin chi tiết của mùa đó.

## Đón nhận
Ngay khi chương trình phát sóng, khán giả đã dành rất nhiều lời khen cho chương trình. Nhờ những trải nghiệm chân thực, tình huống hài hước và nội dung mới lạ, chương trình 2 ngày 1 đêm đã thu hút đông đảo sự quan tâm từ khán giả. Những thử thách của chương trình được đánh giá đa dạng, hài hước, sự tung hứng và ăn ý của các thành viên được khán giả đánh giá cao. Thậm chí, đã có những tập được lên Top 1 Trending trên nền tảng YouTube, cùng với đó là nhiều sự yêu thích đối với chương trình từ khán giả bên dưới phần bình luận vì tính giải trí và hấp dẫn mà chương trình mang lại. Ngoài ra, chương trình còn giúp đem đến những trải nghiệm đặc sắc tại các vùng miền trên khắp đất nước Việt Nam thông qua các địa danh mà chương trình lựa chọn. Bên cạnh đó, có những giây phút, tiếng cười nhường chỗ cho giọt nước mắt xúc động, chẳng hạn như ở tập 4, khi các thành viên trải lòng về gia đình. Họ chia sẻ rằng họ cũng đã từng nếm qua những vụn vỡ, lớn lên trong sự thiếu vắng tình thương của mẹ hay cha. Những khoảnh khắc này đã gây được cảm xúc đặc biệt cho khán giả.
2 ngày 1 đêm hội tụ đầy đủ những yếu tố làm nên công thức thành công của một chương trình giải trí trên truyền hình. Đó là yếu tố hài hước kết hợp với các thử thách khám phá, vận động. Những thử thách ấy nhiều khi oái oăm đến mức "dở khóc dở cười" và không có bất kỳ sự hỗ trợ nào của ê-kíp, nhưng lại không hề mang tính ganh đua hay cạnh tranh khốc liệt. Trái lại, nó đầy sự tếu táo, chọc cười khán giả. Ngay cả phần thưởng cho người thắng cuộc là những bữa ăn thịnh soạn, chỗ nghỉ ngơi yên ấm; hay ngược lại kẻ thua phải nhận hình phạt như ăn uống đơn sơ đạm bạc, ngủ ngoài trời, tự dựng lều ngủ... dù rất kịch tính nhưng cũng đầy hài hước. Khác với hình ảnh hào nhoáng của các nghệ sĩ trên màn ảnh rộng hay sân khấu lớn, trong các chương trình trải nghiệm như 2 ngày 1 đêm, khán giả có được dịp để theo dõi những phản ứng đời thường cũng như cá tính, câu chuyện của các thành viên hay khách mời... Đây cũng là chất xúc tác tạo thêm kết nối giữa khán giả với các nghệ sĩ trong chương trình.
Trước khi 2 ngày 1 đêm lên sóng, nhiều khán giả không khỏi "nghi ngờ" vì nhiều chương trình truyền hình Việt Nam được bắt nguồn từ Hàn Quốc xuất hiện trước đây thường bị chê kém xa bản gốc. Thời điểm công bố đội hình các thành viên, khán giả lần nữa bất ngờ vì những cái tên "người nhà" của nhà sản xuất: Trường Giang, Ngô Kiến Huy từ Running Man nay tiếp tục tham gia 2 ngày 1 đêm, Lê Dương Bảo Lâm, Cris Phan cũng nhiều lần lên sóng các chương trình truyền hình của nhà sản xuất, chỉ có 2 thành viên mới với các chương trình giải trí là Kiều Minh Tuấn và HIEUTHUHAI. Thế nhưng sau khi những tập đầu tiên lên sóng, chương trình đã mang đến góc nhìn mới mẻ, nhiều yếu tố hài hước, hấp dẫn và đặc biệt là có những nét rất riêng không trộn lẫn được với bản gốc Hàn Quốc. Từ "mối nghi ngại về một chương trình thực tế được Việt hóa", 2 ngày 1 đêm dần trở thành "món ăn tinh thần" hấp dẫn với khán giả vào dịp cuối tuần. Các thành viên như Lê Dương Bảo Lâm, Kiều Minh Tuấn... cũng được khán giả biết đến nhiều hơn khi tham gia chương trình 2 ngày 1 đêm. Bên cạnh đó, xét về mức độ phủ sóng, tiếp cận khán giả ở thời điểm hiện tại, có thể nhận thấy rõ 2 ngày 1 đêm đang dần vượt qua chương trình Running Man Vietnam. Nhiều màn tương tác giữa các thành viên còn được người hâm mộ chia sẻ, trở thành xu hướng trên mạng xã hội. Điển hình, theo BuzzMetrics, một số thành viên xuất hiện trong chương trình 2 ngày 1 đêm đã lọt vào top 10 người ảnh hưởng có hoạt động nổi bật trên mạng xã hội tháng 7 và tháng 8 năm 2022. Có thể thấy, các thành viên là những màu sắc khác nhau, họ có những công việc và cuộc sống riêng, nhưng khi cùng nhau làm việc, cùng nhau vượt qua khó khăn, thử thách của chương trình, họ lại trở thành những người anh em sống tình cảm bên nhau. Những giọt nước mắt cuối chương trình là minh chứng rõ ràng nhất cho sự gắn bó và tình yêu của các thành viên dành cho chương trình. Với slogan "2 ngày 1 đêm - Tự do tự lo" xuyên suốt hành trình tại các tỉnh thành, các thành viên đã trở nên gắn kết, cũng như chính Kiều Minh Tuấn đã nói: "6 anh em là 6 mảnh ghép không thể thiếu được".
Bên cạnh tiếng cười, 2 ngày 1 đêm còn đem đến công chúng những thông điệp bảo vệ rừng, bảo vệ môi trường. Điều đọng lại trong lòng người xem sau mỗi tập phát sóng không chỉ là giới thiệu những cảnh đẹp quê hương, đất nước Việt Nam mà còn là những hình ảnh đắt giá về thiên nhiên, những thông điệp ý nghĩa mà các nghệ sĩ cùng truyền tải về bảo vệ rừng, bảo vệ môi trường sống. Bằng cách lồng ghép những câu chuyện về thiên nhiên, giá trị văn hóa - lịch sử, chương trình đã truyền tải nhiều hơn những thông điệp ý nghĩa, thay vì chỉ là một chương trình giải trí thuần túy.
2 ngày 1 đêm về Việt Nam ở thời điểm khán giả Việt đã "bội thực" với gameshow cũng như những chương trình được mua bản quyền. Rất nhiều hoài nghi và tranh cãi cũng xuất hiện, số đông lo ngại chương trình sẽ đi vào "vết xe đổ" của một số chương trình Việt hóa trước đó, đồng thời cũng không thể hiện được tinh thần vốn có của bản gốc. Tuy nhiên, đến thời điểm hiện tại, 2 ngày 1 đêm đã thành công vượt ngoài tưởng tượng của tất cả mọi người, từ khán giả, các thành viên cho đến những người thực hiện chương trình, trở thành gameshow quốc dân, là món ăn tinh thần không thể thiếu trong mỗi gia đình Việt vào chủ nhật hàng tuần. Đây là một trong những chương trình thực tế hiếm hoi giữ được sức hút và độ hot trong suốt 1 năm lên sóng. Hơn cả những con số hay thành tích, tình cảm ngày càng nồng nhiệt của khán giả mới chính là thành công lớn nhất mà chương trình nhận được. Không chỉ nhận được những lời động viên, lời yêu thương trên mạng xã hội; mỗi khi chương trình đi đến đâu cũng đều được khán giả săn đón cuồng nhiệt. Nói về sự yêu thương của khán giả, nhà sản xuất cho biết: "2 ngày 1 đêm đang vượt xa những kỳ vọng của chúng tôi, không phải độ nổi tiếng mà là độ thương yêu của khán giả. Có thể một chương trình thành công là 1 chương trình có lượt xem nhiều, nhưng lại có nhiều ý kiến trái chiều trong đó, người ta ghét người ta cũng xem mà. Hay nó còn là 1 chương trình có thể kêu gọi được rất nhiều tiền tài trợ. Nói chung, tùy từng nhà sản xuất sẽ đánh giá mức độ thành công của chương trình ở góc độ nào. Với "2 ngày 1 đêm", ngoài những yếu tố trên, chúng tôi nhận được 1 điều rất lớn đó là tình thương yêu của khán giả".

### Thống kê và đánh giá
Sau gần 5 tháng kể từ ngày đầu tiên 2 ngày 1 đêm lên sóng, chương trình đã thu về hơn 2,2 tỷ lượt xem trên các nền tảng số. Hầu như các tập phát sóng chính thức lẫn những video hậu trường của chương trình rất được khán giả chờ đón và nhận được lượt tương tác cao. Tất cả các tập của chương trình đều lọt vào top thịnh hành trên YouTube - một thành tích ấn tượng khác mà không phải chương trình nào cũng có được. Tập 3 đã xuất sắc đạt vị trí số 1 chỉ sau chưa đầy 48 giờ công chiếu; cùng với đó còn có 6 tập đạt top 2 thịnh hành. Không dừng lại ở 20 tập phát sóng, mùa lễ hội của 2 ngày 1 đêm cũng tạo được sức hút với khán giả truyền hình khi các tập phát sóng đều lọt top thịnh hành YouTube. Trong đó, ba tập 21, 26 và 27 lọt top 1 thịnh hành không lâu sau khi được công chiếu. Tập 30 là tập đạt top 1 thịnh hành YouTube nhanh nhất trong cả mùa 1 và mùa lễ hội, mặc dù vướng tranh cãi về cảnh lột đồ của HIEUTHUHAI.
Trao đổi với báo Tuổi Trẻ, chị Yến cho biết mình thích 2 ngày 1 đêm bởi phong cảnh đất nước Việt Nam được giới thiệu trong chương trình quá đẹp: "2 ngày 1 đêm giúp chúng tôi có những giây phút giải trí sau những giờ làm việc, học tập căng thẳng... Không những vậy, chương trình còn gắn kết các thành viên trong gia đình".
Sau 7 tháng từ khi mùa lễ hội của 2 ngày 1 đêm kết thúc, mùa 2 trở lại vẫn nhận được sự yêu thích và ủng hộ của khán giả. Chỉ sau chưa đầy 12 giờ lên sóng, tập 32 đã đạt hơn 1 triệu lượt xem, trong đó có khoảng 165.000 người xem ở thời điểm công chiếu và đạt top 1 thịnh hành trên YouTube. Theo VOH, trước khi mùa 2 lên sóng, có những tin đồn về việc có sự thay đổi các thành viên chính nhưng tin đồn này đã được làm sáng tỏ ngay sau đó. Thống kê của Tuổi Trẻ sau chuyến đi tại Bình Định cho thấy cả ba tập trong chặng này đều có được thành tích tốt nhất là top 1 thịnh hành YouTube - trong đó tập 38 đạt hơn 4 triệu lượt xem sau gần 3 ngày lên sóng. Mùa thứ hai của chương trình lần đầu tiên ghi nhận tất cả 7 tập phát sóng đầu tiên đều lọt vào top thịnh hành, trong đó có tới 6 tập đạt top 1. Sức hút thảo luận trên các nền tảng mạng xã hội cũng vì vậy mà tăng gấp 3 lần so với mùa đầu tiên.
Tiếp nối điều này, sau tập đầu tiên của chặng Hòa Bình với sự xuất hiện của khách mời Phương Ly, chương trình có được kỷ lục 10 tập liên tiếp lọt top 1 thịnh hành - điều chưa từng có chương trình truyền hình nào trước đây làm được. Tập 42 cũng là tập được nhiều khán giả đánh giá là tập hay nhất tính từ đầu mùa 2 vì bám sát tinh thần của mùa đầu tiên nhất. Kỷ lục này tiếp tục bị phá vỡ bởi ba tập 43, 44 và 45 - là ba tập cùng lúc có mặt trên top thịnh hành chỉ sau một thời gian ngắn lên sóng; đánh dấu lần đầu tiên một chương trình truyền hình thực tế có thể làm được điều này liên tục trong suốt gần 3 tháng lên sóng với 13 trên 14 tập đều có mặt trên top thịnh hành.

### Ảnh hưởng
Với sức hút của chương trình, nhiều địa điểm ghi hình trong chương trình đều trở thành điểm du lịch ăn khách. Thậm chí, có nơi còn được đặt kín lịch đến tận vài tháng sau đó. Điều đó chứng tỏ chương trình đã giúp quảng bá hình ảnh du lịch Việt Nam một cách đầy thông minh, sáng tạo và hiệu quả đến khán giả thông qua các trò chơi, thử thách, câu chuyện của các thành viên tham gia.

### Giải thưởng
| Năm  | Giải thưởng                                     | Hạng mục                                     | Đề cử cho    | Kết quả   | Ghi chú       |
| ---- | ----------------------------------------------- | -------------------------------------------- | ------------ | --------- | ------------- |
| 2022 | Giải thưởng truyền hình châu Á (ATA) lần thứ 27 | Phỏng lại format đã có xuất sắc nhất         | 2 ngày 1 đêm | Đề cử     | [ 59 ] [ 60 ] |
| 2022 | Giải Mai Vàng lần thứ 28                        | Chương trình trên nền tảng số và truyền hình | 2 ngày 1 đêm | Đề cử     | [ 61 ]        |
| 2023 | Giải thưởng truyền hình châu Á (ATA) lần thứ 28 | Phỏng lại format đã có xuất sắc nhất         | 2 ngày 1 đêm | Đề cử     | [ 62 ]        |
| 2023 | Giải Mai Vàng lần thứ 29                        | Chương trình trên nền tảng số và truyền hình | 2 ngày 1 đêm | Đoạt giải | [ 63 ]        |
| 2023 | WeChoice Awards 2023                            | TV Show của năm                              | 2 ngày 1 đêm | Đề cử     | [ 64 ] [ 65 ] |

## Tranh cãi

### Về nội dung chương trình

#### Tập 12 và 13
Hai tập 12 và 13 của chương trình, với hai khách mời là Nhã Phương và Thúy Ngân, đã nhận về những ý kiến tranh cãi. Nhiều ý kiến trên mạng xã hội cho rằng họ không thể xem trọn tập vì "nhạt", bởi lẽ nội dung bị kéo dài dòng, lê thê (mất đến 30 phút để giới thiệu nhân vật và khách mời) cộng với việc quảng cáo đưa vào chương trình quá nhiều và lộ liễu. Sự xuất hiện của hai khách mời không mang lại tương tác thú vị cho chương trình, nhất là Nhã Phương khi phản ứng của cô bị đánh giá là nhạt nhẽo, không chịu lăn xả để tham gia các hoạt động tập thể và còn khiến Trường Giang "mất tự nhiên".  Tác giả Hoàng Lê của Tuổi Trẻ nhận định rằng hai tập 12 và 13 đã cho thấy chương trình đang có dấu hiệu sụt giảm chất lượng.
Trước động thái này, Thúy Ngân đã có những chia sẻ trên trang cá nhân nói về việc khán giả có quyền khen, có quyền chê, có quyền góp ý, nhưng không có quyền miệt thị người khác. "Ranh giới giữa việc đóng góp ý kiến và xúc phạm người khác mong manh lắm. Chúng tôi luôn cố tạo ra những điều tốt đẹp đem đến năng lượng tích cực cho mọi người nhưng vài người lại gieo vào chúng tôi những năng lượng tiêu cực và độc hại. Mong mọi người xem những sản phẩm dưới góc độ công tâm và đừng đem những người không liên quan vào xúc phạm. Điều đó thật sự không đúng và không đáng để im lặng", cô cho biết thêm.

#### Tập 21
Tập 21 tại Quảng Bình với sự xuất hiện của 3 vị khách mời đến từ nước ngoài (Brandon Hurley - Phúc Mập, Jong Rak và Will) sau khi lên sóng đã có nhiều ý kiến trái chiều xuất hiện xoay quanh những tương tác của các thành viên với các khách mời này. Nhiều người cho rằng các thành viên chỉ tập trung tương tác, quăng miếng với nhau mà để các khách mời bơ vơ, lạc lõng trong chương trình. Nhưng cũng có ý kiến cho rằng có thể sự cắt ghép của chương trình đã khiến khán giả hiểu lầm. Lê Dương Bảo Lâm, một thành viên của chương trình, cho biết anh sẽ đăng liên tục 83 video hậu trường của mình và Phúc Mập trong vòng 1 tuần để khán giả có cái nhìn công tâm hơn. Anh cũng nói rằng anh và khách mời cũng thoải mái tương tác với nhau song vì những tình huống không liên quan nên đã bị đội ngũ sản xuất cắt bỏ. Còn với Phúc Mập, trao đổi với báo Thanh Niên, anh cho biết việc Lê Dương Bảo Lâm bị phản ứng vì thái độ với người chơi là cách nhìn của mọi người, còn bản thân anh thấy "không có vấn đề gì". Phúc Mập cũng nói thêm rằng cả hai vẫn thường tương tác phía sau hậu trường, không có chuyện bị tỏ thái độ như mọi người nghĩ.

#### Về những hình ảnh phản cảm trong chương trình
Trong một clip hậu trường vào đầu tháng 10 năm 2023, HIEUTHUHAI bị các thành viên cưỡng hôn tập thể. Anh trước đó nhận hình phạt ngủ trên võng gần khu vực nguy hiểm; Lê Dương Bảo Lâm đưa ra điều kiện tiếp tục nằm đó hoặc hôn anh để được đổi chỗ nằm. Cris Phan, Kiều Minh Tuấn và Ngô Kiến Huy sau đó cùng Dương Lâm cưỡng hôn HIEUTHUHAI mặc cho anh ra sức kêu cứu. Trong một tập phát sóng khác có sự tham gia của hai khách mời Huy Khánh và Đức Thịnh, ở thử thách vật để tìm chữ đối phương, các thành viên thay vì vật lại cho nhau những cử chỉ quá thân mật. Dù nhiều ý kiến cho rằng đây chỉ là khoảnh khắc thân thiết, gần gũi giữa các nghệ sĩ, nhưng không ít người đã lên án hành động thân mật quá đà này vì nó quá phản cảm, thậm chí là quấy rối. Theo chuyên trang Phụ nữ số, vì là chương trình tiếp cận khán giả ở mọi độ tuổi khác nhau nên điều này rất dễ ảnh hưởng xấu đến các khán giả nhỏ tuổi, thậm chí còn khiến những người trẻ nghĩ rằng đây là hành động bình thường và dễ dàng bắt chước với bất kỳ người nào mà họ thích.

#### Liên quan đến các trò chơi vận động trong mùa 2
Mặc dù có nhiều thử thách xoay quanh kiến thức và trí tuệ tại địa phương nơi các thành viên ghi hình, nhưng mùa thứ hai của 2 ngày 1 đêm lại khiến nhiều khán giả không bằng lòng vì chương trình tăng cường các trò chơi vận động thể chất, dẫn đến việc có nhiều hơn hành động bạo lực giữa các thành viên, khiến người xem mất đi cảm hứng (đặc biệt là trong các tập 39 và 40). Cũng chính vì tần suất các trò chơi vận động quá nhiều nên nhiều khán giả lo ngại họ sẽ cảm thấy mệt mỏi vì thể lực bị hao tổn. Một số khán giả góp ý rằng chương trình nên thêm các trò chơi trí tuệ và những trò chơi thể hiện đúng khẩu hiệu "Tự do tự lo" của chương trình. Trái lại, một số khán giả không đồng tình và cho rằng họ đã cố gắng hết mình ở mùa 2, vì các trò chơi ở mùa đầu tiên bị khán giả cho là quá nhẹ nhàng. Mặt khác, họ cho biết vì là chương trình truyền hình thực tế nên phải chơi thực sự hết mình.

#### Về chuyến đi tại Phú Yên
Chuyến đi 2 ngày 1 đêm mùa 2 tại Phú Yên thu hút sự chú ý của khán giả vì sự duyên dáng của các khách mời nữ. Tuy nhiên, so với tiêu chí của chương trình, các thành viên chưa được trải nghiệm nhiều địa danh trong chuyến đi này - trong hai tập 39 và 40, họ mới chỉ đến được với Tháp Nghinh Phong, Cù lao Mái Nhà, Gành bà (bãi Xép) , mũi Điện , còn lại các hoạt động chỉ thực hiện trong khu resort. Đây là điều khiến khán giả tranh cãi vì đi ngược lại với mục đích ban đầu là quảng bá du lịch, văn hóa Việt Nam. Mặt khác, trong tập 40, chương trình còn lồng ghép quảng cáo nước mắm và bia hơi với thời lượng nhiều gây tranh cãi.

### Liên quan đến khán giả tại địa điểm ghi hình

#### Hủy ghi hình vì khán giả tụ tập quá đông
Một trong những địa điểm ghi hình chương trình 2 ngày 1 đêm là An Giang đã ghi nhận rất đông người hâm mộ tập trung tại các điểm ghi hình để gặp gỡ, xin chữ ký và chụp ảnh cùng các thành viên. Do số lượng khán giả quá đông, dẫn đến trễ tiến độ và quá thời gian cho phép nên ê-kíp đã không thể ghi hình theo lịch trình dự kiến. Đội ngũ sản xuất chương trình đã gửi lời cảm ơn cũng như xin lỗi đến khán giả An Giang vì sự cố không mong muốn này, đồng thời hứa sẽ tổ chức lại các hoạt động vào thời gian sớm nhất và sẽ thông báo cụ thể đến mọi người. Trong đoạn video mà Lê Dương Bảo Lâm đăng tải về tình hình ghi hình tại An Giang, các thành viên chương trình đã phải ngồi trên xe suốt 3 giờ đồng hồ, không thể ghi hình thử thách vì bị người hâm mộ vây kín. Trước đó, ban tổ chức đã lên tiếng về vấn nạn quay lén của một bộ phận khán giả làm lộ thông tin quan trọng của mùa mới, như địa điểm trải nghiệm, nội dung các thử thách cũng như danh tính các khách mời - những thứ vốn sẽ được ê-kíp giữ kín cho đến ngày lên sóng. Nhà sản xuất mong muốn khán giả không quay phim, chụp ảnh, livestream nội dung ghi hình; không chia sẻ lịch trình và kịch bản chương trình; không gây mất trật tự hoặc lôi kéo các nghệ sĩ khi đoàn đang thực hiện các cảnh quay.
Sự xuất hiện của chương trình tại An Giang là một trong những chủ đề được bàn tán nhiều trên mạng xã hội. Rất nhiều tranh cãi đã xảy ra khi ê-kíp không thể hoàn thành lịch trình dự kiến vì sự cuồng nhiệt, thậm chí đến mức quá khích của khán giả nơi đây. Dưới phần bình luận của lời xin lỗi đến từ ê-kíp, nhà sản xuất cũng cho biết đã cố gắng liên hệ để gỡ các bài viết liên quan đến nội dung chương trình, đồng thời hy vọng khán giả không công kích bất kỳ cá nhân hoặc tổ chức nào. Trao đổi với Dân trí vào sáng ngày 5 tháng 12, đại diện ê-kíp cho biết họ chưa có câu trả lời chính thức về việc sẽ hủy bỏ hay sắp xếp ghi hình lại ở An Giang vì cần phải họp hậu kỳ mới quyết định. "Việc một cảnh quay lớn bị hủy gây ảnh hưởng rất lớn đến lịch trình, thời lượng lên sóng của chương trình và thất thoát nhiều chi phí sản xuất. Tuy nhiên, chúng tôi cũng đã có phương án khắc phục để hạn chế tối đa hậu quả của vấn đề này", đại diện ê-kíp cho biết. Phản hồi về thông tin khán giả tập trung đông đúc, dẫn đến việc đoàn xe khó di chuyển, các thành viên phải ngồi trên xe suốt 3 tiếng đồng hồ, đại diện này cho biết: "Việc dàn cast ngồi trên xe 3 tiếng là không chính xác. Tuy nhiên, việc khán giả tụ tập quá đông trước nơi lưu trú đã khiến dàn cast và ê-kíp không thể di chuyển trong 2 tiếng".
Mặc dù lịch trình ghi hình đã bị hoãn vì sự cố này, 2 ngày 1 đêm vẫn được tiếp tục ghi hình tại An Giang. Theo đó, kịch bản và lịch trình của đoàn đã có chút thay đổi và có hoàn thành những cảnh quay thay thế tại An Giang. Những cảnh quay được chương trình tiết lộ trong trailer sau tập 23 đã không thấy bóng dáng của người hâm mộ.

#### Lộ khách mời và hình ảnh
Trong chuyến đi ghi hình tại tỉnh Bạc Liêu, các hình ảnh và video về trang phục cũng như diễn biến các thử thách của các thành viên đã bị tiết lộ và chia sẻ trên các nền tảng mạng xã hội. Lê Dương Bảo Lâm cho biết khán giả còn tập trung đông ngay trước địa điểm ăn uống và nghỉ ngơi của các nghệ sĩ để quay phim, chụp ảnh; thậm chí một số người còn kéo tay anh khiến tay bị trầy. Đạo diễn Mai Thắm chia sẻ rằng: "Bà con thương chương trình thì vui nhưng mà áp lực quá. Không thôi mình đừng theo đoàn rồi lại phơi nắng - mưa cực lắm".
Hai tháng sau, chuyến ghi hình của 2 ngày 1 đêm tại Ninh Thuận cũng xảy ra tình trạng lộ hình ảnh, clip của người hâm mộ chụp chung cùng nghệ sĩ, quay cảnh hậu trường, thậm chí có tài khoản còn phát livestream. Không dừng lại ở trang phục, concept trò chơi mà khách mời trong chuyến hành trình này cũng bị lộ. Fanpage Phan Rang - Ninh Thuận sau đó cho biết chương trình đã ngừng quay tại đây và chuyển sang địa điểm khác. Trong khi đó, đạo diễn Mai Thắm đăng trạng thái mong muốn mọi người ngừng chia sẻ những hình ảnh này trên mạng xã hội.

### Chỉ trích về Trường Giang và Lê Dương Bảo Lâm
Trọng đoạn clip hậu trường tại một hành trình của 2 ngày 1 đêm, Trường Giang có phát ngôn, lời nói đùa với rapper HIEUTHUHAI gây tranh cãi. Câu hỏi "Nếu tồn tại trên Trái Đất với một người phụ nữ, em sẽ chọn ai để duy trì nòi giống?" mà anh hỏi HIEUTHUHAI bị cho là xúc phạm phụ nữ. Thậm chí, anh còn yêu cầu cameraman hướng máy quay vào phía các nhân viên nữ đang xếp hàng, và gọi một nhân viên đứng trong hàng bước ra chỗ khác kèm câu nói "Em có đẻ được đâu?". Không dừng lại ở việc xem phụ nữ là người "duy trì nòi giống", Trường Giang còn liên tục bình luận về ngoại hình của các nhân viên khác. Nhiều khán giả để lại nhiều ý kiến bất bình với những câu đùa về phụ nữ của Trường Giang trong chương trình. Một số người cho rằng trò đùa của Trường Giang không tôn trọng phụ nữ. Những bình luận này không còn hài hước mà chuyển sang hướng xem thường người khác. Đoạn clip hậu trường này hiện không còn được tìm thấy trên YouTube nhưng hình ảnh vẫn còn được lưu trữ lại trên các trang mạng xã hội.
Lê Dương Bảo Lâm - một thành viên của chương trình - cũng bị phản ứng vì sử dụng ngôn từ tùy tiện và có phần không tôn trọng đồng nghiệp, đàn anh của mình, chẳng hạn như với Cris Phan hay khi Kiều Minh Tuấn đưa ra kết quả sai trong thử thách tính toán. Nhiều người cho rằng anh có những lời nói không phù hợp dù kém tuổi các đàn anh trong nghề. Trước những bình luận tiêu cực này, anh phủ nhận: "Không có hỗn, những cái đó là diễn thôi quý vị ơi, cái nghề của tôi mà hỗn là khỏi làm nghề. Anh em chúng tôi chỉ đùa giỡn vui với nhau thôi chứ không có ý gì". Chia sẻ của anh nhận được đồng thuận từ khán giả, nhưng một số người hâm mộ cho rằng anh nên tiết chế lại và kiểm soát ngôn từ hơn. Trong một cuộc phỏng vấn với báo Thanh Niên phản hồi về những tranh cãi xoay quanh về mình, Lê Dương Bảo Lâm cho biết: "Nét hài của tôi là hài xéo sắc, giàu năng lượng. 6 anh em đều phân nhiệm vụ cho nhau. [...] Những tiểu phẩm thịnh hành trên mạng đều là nhờ anh Giang, anh khơi gợi, nhiệm vụ của tôi là diễn [...] Đi quay rất mệt, di chuyển vất vả, vậy nên tôi thường vực dậy tinh thần của mọi người. Tôi ăn to nói lớn khiến đôi khi khán giả hiểu lầm rằng mình hỗn, nhưng đó không phải sự thật". Anh cũng cho biết mình là người quá nhiều năng lượng, từ lúc bắt đầu đi diễn hài đã bị góp ý diễn lố. Đề cập đến tranh cãi gọi Cris Phan là "mấy đứa trên mạng" - cụm từ khiến anh từng rơi nước mắt vì tổn thương, Lê Dương Bảo Lâm cho hay: "Tôi cũng không hiểu sao đôi khi những câu chuyện bình thường nhưng liên quan đến tôi lại trở thành vấn đề. Ví dụ Cris Phan nắm đầu tôi lắc thì khán giả khen dễ thương, HIEUTHUHAI nói tôi là con cá trê tôi cũng vui vẻ, nhưng đến lượt tôi thì lại khác. "Mấy đứa trên mạng" chỉ là câu đùa, ngồi trò chuyện anh em cũng hay nói vậy. Nhưng đôi khi có những khán giả chưa thương, chưa hiểu mới xảy ra câu chuyện đó".
Sang mùa thứ hai, Lê Dương Bảo Lâm tiếp tục gây tranh cãi vì những hành động bạo lực với đồng nghiệp, chẳng hạn như với đạo diễn Đức Thịnh, BigDaddy hay Kha Ly. Nhiều ý kiến cho rằng những hành động này của anh là quá thô bạo và "hơn thua" so với tính chất một chương trình giải trí, ngay cả với khách mời nữ. Một số ý kiến phản biện cho rằng điều này sẽ giúp cho những thử thách thêm gay cấn và thú vị hơn, từ đó tạo ra tiếng cười của khán giả.
Trong thử thách liên quan đến lịch sử ở tập 65, Trường Giang gây tranh cãi vì tự tin và coi thường đàn em. Cụ thể, anh liên tục bày tỏ sự không hài hài lòng và chê đồng đội của mình là Kiều Minh Tuấn, Ngô Kiến Huy không biết chơi cờ, thậm chí tự tin nói rằng HIEUTHUHAI "làm sao đúng câu này được". Ở lượt Trường Giang và Cris Phan với câu hỏi "Vị tướng nào dưới tướng Trần Hưng Đạo nổi tiếng về tài bơi lặn?", Cris Phan cầm cọc chạy lên trước và trả lời là Yết Kiêu. Khi đáp án chưa được công bố, Trường Giang đã lập tức nói: "Sai, là Dã Tượng", nhưng Cris Phan là người đưa ra câu trả lời đúng. Bên dưới tập này, nhiều bình luận của khán giả cho rằng anh đang đặt cái tôi quá cao, tỏ vẻ và cố chấp. Tuy nhiên, cũng có một bộ phận khán giả bênh vực anh và cho rằng anh luôn chân thành, quan tâm tới các thành viên trong dàn cast chính.

### Tranh cãi về cảnh lột đồ của HIEUTHUHAI
Trong tập 30 của mùa lễ hội 2 ngày 1 đêm, có một thử thách được ban tổ chức đưa ra yêu cầu nhân vật phải cởi từng món đồ nếu đồng đội không đoán đúng tên bài hát. Là người bị các thành viên khác chọn để chịu phạt, HIEUTHUHAI liên tục phải cởi từng món đồ trên người do đồng đội nhiều lần đoán không đúng tên bài hát. Dù cảnh quay có dùng bìa thùng giấy để che lại bộ phận nhạy cảm, việc HIEUTHUHAI phải lột sạch đồ trong chương trình gây tranh cãi. Bên cạnh nhiều lời khen vì nội dung mới lạ cùng sự hài hước của các thành viên, một số ý kiến cho rằng việc đưa những hình ảnh như vậy lên sóng là phản cảm, thiếu tôn trọng người xem, lạm dụng hình thể và chi tiết nhạy cảm của nam giới để câu view. Nhiều người cũng cho rằng 2 ngày 1 đêm có rất nhiều khán giả nhí, chính vì thế việc các thành viên có hành động như vậy là không nên. Một bộ phận nhận định hành động của ê-kíp thể hiện sự thiếu tôn trọng khán giả và không nghĩ đến cảm xúc của cá nhân của HIEUTHUHAI khi bị lột đồ trước mặt mọi người, thậm chí còn bị đem lên sóng truyền hình. Ở phía ngược lại, một số khán giả cho rằng chương trình chỉ mang mục đích giải trí, người trong cuộc cũng không tỏ ra khó chịu nên mọi chuyện không đáng để tranh cãi. Trao đổi với báo Dân trí, quản lý của HIEUTHUHAI cho biết vấn đề này sẽ để nhà sản xuất trả lời. Bản thân HIEUTHUHAI vẫn giữ im lặng xung quanh những ồn ào trên. Liên hệ với nhà sản xuất về những tranh cãi xoay quanh cảnh lột đồ, đại diện ê-kíp 2 ngày 1 đêm khẳng định với VTC News rằng sẽ có phản hồi tới khán giả sau khi xem xét. "Chương trình sẽ có phản hồi hồi và gửi thông tin đến khán giả. Hiện tại bên chương trình và HIEUTHUHAI chưa thể nói gì về vấn đề này", đại diện ê-kíp nói.
Mặc dù hầu hết khán giả coi đây là tình tiết vui nhộn, nhưng trên trang cá nhân, tiến sĩ Nguyễn Phương Mai - người thường lên tiếng trước các vấn đề về giới - bày tỏ quan điểm phản đối. Chị nhận định hành động này là dùng nhục dục để câu view. "Nhiều khán giả thấy vui khi xem một gã đàn ông bị lột đồ, nhưng sự vui đó sẽ thành phản cảm nếu đó là một cô gái. Cô ta sẽ bị chửi là kẻ thiếu liêm sỉ. Tiêu chuẩn kép tức là da thịt đàn ông thì có thể dễ dàng đem ra để mua vui hơn da thịt phụ nữ vì suy nghĩ kiểu mặc định đàn ông "thực ra thích được như thế", "da thịt đàn ông thì có sao"", chị phân tích. Chị cho rằng sự riêng tư của cơ thể đàn ông vốn bị xem nhẹ, không chỉ trên truyền hình mà trong nhiều tình huống khác, đàn ông có thể bị phô bày thân thể, đụng chạm để mua vui trong các trò chơi tập thể.
Sau cảnh lột đồ, HIEUTHUHAI nhận nhiều bình luận mang tính quấy rối. Những đoạn clip, hình ảnh ghi lại màn lột đồ của HIEUTHUHAI được chia sẻ rộng rãi trên mạng xã hội và thu hút hàng trăm nghìn lượt xem, tương tác, bình luận. Thậm chí, Lê Dương Bảo Lâm - một thành viên trong ê-kíp 2 ngày 1 đêm - còn chia sẻ với những từ ngữ bị cho là giống "quảng cáo clip 18+". Báo Tuổi Trẻ nhận định, việc cởi đồ trong hoàn cảnh nào cũng gây tranh luận. Một người có thể đồng thuận cởi đồ trong hoàn cảnh riêng tư hoặc công cộng, nhưng lên sóng truyền hình lại là vấn đề khác. Khán giả có quyền bàn luận xem việc đó có phù hợp hay không. Theo nhận xét của tiến sĩ Phương Mai, "Việc đưa một trò chơi có tính nhạy cảm, kích dục - dù có sự đồng thuận - lên kênh truyền hình và mạng xã hội nơi khán giả đủ mọi lứa tuổi có thể tiếp cận là một lựa chọn thiếu cân nhắc". Trong khi đó, Zing cho biết, những ý kiến trái chiều này chỉ là một phần của cuộc tranh luận xung quanh vấn đề tình dục hóa các ngôi sao nam trên truyền hình và lạm dụng đàn ông ngoài đời thực. Bài viết trên báo Phụ nữ Việt Nam nhận định, đã đến lúc người xem nhận ra cái lằn ranh mong manh giữa hài hước và phản cảm đang bị xóa nhòa, và họ quyết định lên tiếng.
PGS.TS Nguyễn Phương Mai - người giảng dạy và nghiên cứu ngành Giao tiếp và Quản trị đa văn hóa, nhiều năm công tác tại Đại học Khoa học ứng dụng Amsterdam (Hà Lan) - chia sẻ với báo Dân trí.
Trao đổi với Zing, chuyên gia truyền thông Phan Vĩnh Phúc nhận định, các chương trình truyền hình thực tế Hàn Quốc ra để kéo gần khoảng cách giữa thần tượng, ngôi sao với người hâm mộ thường làm bật lên một tính cách rất đời thường, chân thật của người nổi tiếng. Trong khi đó, truyền thông đại chúng Việt Nam có tính pháp nhân với nhiều chức năng như thông tin, tuyên truyền, giáo dục, thẩm mỹ, giải trí, kinh tế... Nếu xét ở góc độ này, 2 ngày 1 đêm thành công ở chức năng giải trí, kinh tế và một ít ở việc giáo dục, quảng bá, danh lam thắng cảnh. Tuy nhiên, chuyên gia nhận định nếu chương trình lạm dụng các thử thách lột đồ như thế này sẽ gây nên những lệch chuẩn trong tiếp nhận và định hướng thẩm mỹ, giới tính cho khán giả. Chia sẻ với báo Dân trí, Thạc sĩ Lê Anh Tú - Giảng viên khoa Quan hệ công chúng và Truyền thông của trường Đại học Văn Lang - cho biết rằng các chương trình thường áp dụng những mánh khóe, chiêu trò để hút sự chú ý của khán giả. Đây không phải điều lạ lẫm, cũng không phải là vô tình. "Trong 2 ngày 1 đêm, tôi nghĩ ê-kíp sản xuất cũng lường trước được những phản ứng của khán giả khi triển khai trò chơi này và chấp nhận điều đó để tăng sự tò mò khi lên sóng". Nhưng báo Dân trí cũng cho hay, cần phải xác định ranh giới giữa đùa vui và gợi dục, vì "nếu "bình thường hóa" góc nhìn về một vấn đề nhạy cảm, thì phải chăng sẽ vô tình cổ súy cho những nhận thức sai lầm cho khán giả?". Một chuyên gia truyền thông đang giảng dạy trong ngành báo chí tại Đại học Xã hội và Nhân văn TPHCM nói với phóng viên Dân trí rằng chương trình không thể đổ lỗi cho khán giả hiểu sai thông điệp, vì về nguyên tắc cơ bản, khi chương trình lên phương tiện truyền thông đại chúng, ê-kíp sản xuất phải hiểu rõ thông điệp của họ sẽ đến với số lượng công chúng cực kỳ đông đảo. Họ phải tính đến việc một bộ phận khán giả - vốn đa dạng về văn hóa, vùng miền, trình độ, sở thích, định kiến - không hiểu, hoặc hiểu không hết, hiểu sai thông điệp mà chương trình đưa ra. "Theo tôi, hoặc là nhà sản xuất cố tình ngụy biện trong khi chủ đích của họ là khoe hình ảnh da thịt để câu view. Một trường hợp khác là nhà sản xuất quá... thiếu hiểu biết, khi không nắm được nguyên tắc sơ đẳng nhất trong truyền thông". Chia sẻ với báo Thanh Niên, khán giả Trần Trung Hiếu cho biết hình ảnh HIEUTHUHAI phải thoát y, phô bày cơ thể sẽ khiến nhiều người thích thú, chương trình sẽ có thêm nhiều lượt tương tác, theo dõi. Tuy nhiên, anh cảm thấy việc lột đồ trên sóng truyền hình là điều không nên vì không phải ai cũng thích xem hình ảnh như thế. Anh mong muốn trong các tập tiếp theo, chương trình sẽ cân nhắc để không đưa vào những hình ảnh có tính chất gợi dục như thế. Trao đổi với báo Dân Việt về việc nam giới bị lạm dụng thân thể trên các chương trình truyền hình, thạc sĩ Nguyễn Ngọc Quang, giảng viên ngành Truyền thông doanh nghiệp, Đại học Hà Nội nhận định, hiển nhiên những tình tiết đó để câu view, thu hút người xem, vì làm giải trí ở Việt Nam họ phải hiểu vấn đề kiểm duyệt của Nhà nước và vấn đề thị hiếu khán giả. Trong khi đó, tiến sĩ Trương Thúy Hằng - Khoa Giới & Phát triển, Học viện Phụ nữ Việt Nam cũng chia sẻ với Dân Việt rằng: "[...] sự việc đang dẫn tới hai luồng xu hướng chính: bình luận, cổ vũ, cười vui và cảm thấy thú vị. Đây là những cảm xúc có thật mà chúng ta cũng không thể phủ nhận hoàn toàn. Xu hướng thứ hai, là luồng xu hướng cảm thấy không vui, cảm thấy chương trình thiếu tôn trọng người chơi, thiếu tôn trọng khán giả... Việc tiếp tục lan truyền những clip bị cắt hay bình luận thích thú, cổ vũ hành động như trên sẽ dẫn tới một vài hệ lụy mà chúng ta có thể nhận thấy rất rõ "đùa quá hóa mất vui"".
Sau khi Zing đăng tải thông tin "2 Ngày 1 Đêm bị chỉ trích vì lột đồ HIEUTHUHAI", phía ê-kíp đã nhanh chóng lên tiếng về những tranh cãi xoay quanh việc này. Đại diện ê-kíp cho biết, "Ban tổ chức đã lường trước được việc sẽ có luồng ý kiến trái chiều xung quanh vấn đề trên. Trước ngày ghi hình tại Sơn La, ê-kíp đã đi khảo sát các điều kiện vật chất, môi trường để không chỉ 6 cast mà các thành viên trong đoàn đều có sự chuẩn bị tốt nhất trong mọi tình huống xảy ra". Thậm chí, hình phạt lột đồ mà HIEUTHUHAI thực hiện trong tập 30 cũng là 1 phần nội dung của phiên bản gốc. Ekip cũng cho biết thêm, hầu hết các trò chơi đều được tham khảo, lấy ý tưởng và có sự tư vấn của các chuyên gia đến từ Hàn Quốc. "Hơn thế nữa, dàn cast "2 ngày 1 đêm" hoàn toàn có thể tự điều khiển kết quả cuối cùng. Thành viên lột đồ lột "đến đâu" là do phần chơi của các thành viên còn lại vì đa số các bài hát được đưa ra đều rất quen thuộc. HIEUTHUHAI cũng được ê-kíp trang bị thêm 1 số phụ kiện mà trước đó bạn không mang như mũ, găng tay... để có thêm đạo cụ nhằm không phải "lột sạch sẽ" trong trường hợp các anh đoán sai nhiều. Ngoài ra ở phần hậu kỳ BTC cũng dùng các biểu tượng, hiệu ứng che kỹ để tránh gây phản cảm vượt quá thuần phong, mỹ tục khi chiếu trên đài và các nền tảng khác của chương trình. Chương trình hy vọng rằng 1 số khán giả cần hạn chế những lời bình luận khiếm nhã không đáng có khiến sự việc dẫn đến chiều hướng tiêu cực", đại diện ê-kíp cho biết thêm. Tuy vậy, vẫn có những tranh cãi dữ dội. Một khán giả bày tỏ với báo Lao Động rằng, mỗi nước có văn hoá khác nhau, nên không thể nói lấy từ kịch bản Hàn là có thể áp vào chương trình giải trí Việt Nam, tức là, ban tổ chức nên có sự chọn lọc. Một số khác nêu quan điểm: "[...] khung giờ này cũng có nhiều khán giả trẻ, trẻ em theo dõi, dễ học theo và tạo những trò đùa không hay dù ban tổ chức cho rằng đã "che chắn" để tránh phản cảm cũng khó chấp nhận". Khán giả có Facebook Vinh Thai lại bày tỏ rằng ban tổ chức đang cố tình câu view. Báo Dân Việt nhận định, dù giải thích thế nào thì việc quấy rồi tình dục hay lạm dụng thân thể nam giới trên truyền hình đang rất đáng báo động. Nó cho thấy nhận thức của nhiều nhà sản xuất chương trình đang có vấn đề và cần sớm được chấn chỉnh, vì việc này sẽ gây nên nhiều hệ lụy khôn lường khi các chương trình truyền hình tác động rất lớn đến nhận thức của khán giả trẻ.
Phản hồi về tranh cãi xoay quanh cảnh lột đồ này, Ngô Kiến Huy nói với báo Thanh Niên rằng, khán giả có cái nhìn hơi tiêu cực về phân cảnh đó. "Bởi vì chúng tôi luôn luôn mặc nhiều lớp đồ, hết lớp ngoài còn lớp trong và còn có đồ bảo hộ nữa chứ không có hớ hênh đâu. Một phần nếu mọi người có xem phiên bản gốc của chương trình tại Hàn Quốc thì sẽ thấy họ cũng có những màn như vậy. Quan trọng nhất là khi quay đừng nên quá lộ liễu và biết cách bảo vệ nhân vật, chứ không thể nào để "trần trụi" lên sóng truyền hình được, đồng thời những cảnh nhạy cảm đều có biểu tượng đồ họa để che lại". Trong một tập hậu trường của chương trình, 5 thành viên Ngô Kiến Huy, Kiều Minh Tuấn, Lê Dương Bảo Lâm, Cris Phan và HIEUTHUHAI cũng đã có những chia sẻ về cảnh quay này.

### Vai trò của Phương Ly trong chuyến đi tại Hòa Bình
Trong hai tập 42 và 43, khách mời Phương Ly được chương trình giới thiệu là "Gien-nỳ phiên bản live-action" đồng hành cùng các thành viên ở hành trình "Sức mạnh của đoàn kết" tại Hòa Bình. Ở cuối hành trình, cô được tiết lộ là "gián điệp" của ê-kíp chương trình, với nhiệm vụ phải cho các thành viên thất bại trong các thử thách - đây là lý do trong suốt hành trình, cô đã có những hành động mang tính "gián điệp" như cố tình đọc sai bảng cửu chương, lén hỗ trợ ê-kíp giành chiến thẳng thử thách đá bóng bằng chổi, và gây khó dễ cho các thành viên trong các thử thách. Dù các thành viên khen ngợi Phương Ly vì làm gián điệp giỏi, nhiều khán giả lại cho rằng cô diễn xuất vụng về và không thuyết phục. Tuổi Trẻ phân tích rằng đây là vai trò quá nặng nề dành cho cô trong lần đầu tiên tham gia một chương trình truyền hình thực tế. Một khán giả còn kiến nghị chương trình "bớt tạo miếng hài vô tri".

## Các phiên bản khác

### 2 ngày 1 đêm - Chuyện chưa kể
Ngay sau khi kết thúc mùa đầu tiên, một phiên bản khác của chương trình có tên là 2 ngày 1 đêm - Chuyện chưa kể được lên sóng, tổng hợp những câu chuyện bên lề chưa từng được ê-kíp tiết lộ ở bất kì tập nào trước đây. Phiên bản này đã được lên sóng từ ngày 6 tháng 11 năm 2022 và được công chiếu trên các kênh YouTube chính thức của chương trình vào mỗi chủ nhật hàng tuần. Tập cuối của phiên bản này lên sóng ngày 12 tháng 12, và được tiếp nối bởi phiên bản lễ hội lên sóng 1 tuần sau đó.

### Phiên bản lễ hội
Tối ngày 26 tháng 11 năm 2022, một số thành viên mùa đầu tiên của chương trình đã chia sẻ hình ảnh đang cùng nhau trên máy bay, khiến nhiều khán giả suy đoán rằng họ đang trong quá trình ghi hình mùa thứ 2. Trước đó, một video của khán giả ghi lại hình ảnh các thành viên đang ghi hình ở Quảng Bình được lan truyền gây chú ý trên mạng xã hội. Sau khi những hình ảnh của các thành viên và ê-kíp chương trình tại Quảng Bình và An Giang được lan truyền trên mạng xã hội, chương trình xác nhận đã chính thức quay trở lại, nhưng không phải mùa 2 như đồn đoán mà sẽ tiếp nối mùa 1 với phiên bản đặc biệt - Mùa Lễ hội. Theo chia sẻ của đơn vị sản xuất, đây là món quà mà chương trình đã gấp rút chuẩn bị để gửi đến khán giả nhân dịp năm mới. Phiên bản này lên sóng từ ngày 18 tháng 12 năm 2022 đến ngày 26 tháng 2 năm 2023, với cùng khung giờ phát sóng như mùa đầu tiên trên kênh HTV7, ứng dụng VieON và được công chiếu sau đó trên các kênh YouTube chính thức của chương trình.